# دانشگاه مازندران
دانشگاه مازندران نام یک دانشگاه دولتی در شهر بابلسر، استان مازندران است. قبل از انقلاب سال ۵۷، این دانشگاه رضاشاه کبیر نام داشت. دانشگاه مازندران هم‌اکنون دارای یازده هزارو  سیصدو هشتادو و سه (۱۱۳۸۳) دانشجو در مقطع های مختلف کارشناسی ، کارشناسی ارشد و دکتری است ، دانشگاه مازندران جز ده دانشگاه جامع برتر کشور است.

## تاریخچه

### قبل از انقلاب ۵۷

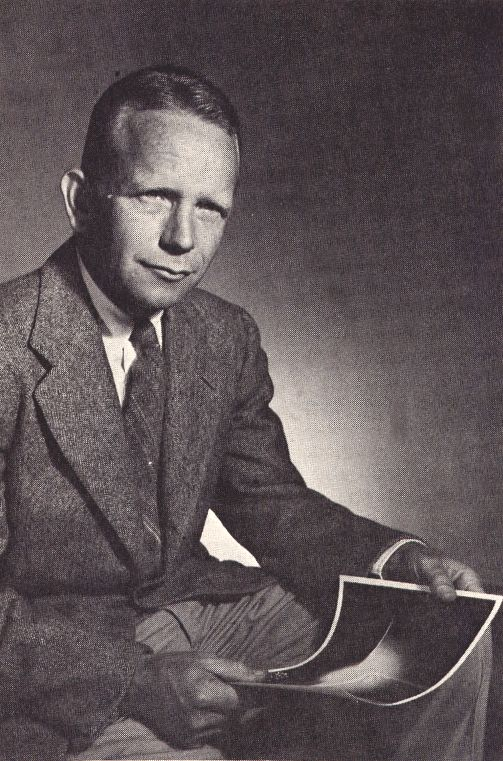
کن بینبریج

گام‌های ایجاد این دانشگاه در سال ۱۳۴۹ با همکاری و نظارت دانشگاه هاروارد برداشته شد. از طراحان این مؤسسه می‌توان دکتر کن بینبریج (به انگلیسی: Ken Bainbridge) را از هاروارد نام برد. تعداد زیادی از اعضای هیئت علمی و روسای این دانشگاه را استادان آمریکایی هاروارد تشکیل می‌دادند. به‌طور نمونه، ریاست دانشکده علوم اجتماعی این دانشگاه بر عهده خانم دکتر ماری کاترین بیتسون (برای مشاهده ویدیو مصاحبه با دکتر بیتسون کلیک کنید) بوده است. (به انگلیسی: Mary Catherine Bateson).

### بعد از انقلاب ۵۷
هسته اولیه دانشگاه مازندارن را مدرسه عالی اقتصادی و اجتماعی، مدرسه علوم کشاورزی ساری، دانشکده کشاورزی و منابع طبیعی گرگان، مرکز تربیت دبیر فنی نوشیروانی بابل و مرکز تحصیلات تکمیلی بابلسر تشکیل داده اند که در سال ۱۳۵۸ و با تصویب شورای عالی انقلاب از ادغام این مراکز دانشگاه مازندران به صورت رسمی تأسیس و در طی سال‌های اخیر رشد قابل توجهی در هر دو عرصه کمی و کیفی یافته‌است.
همچنین در سال ۱۳۶۴ دانشکده پزشکی تحت پوشش دانشگاه مازندران ابتدا در بابل و سپس در در سال ۱۳۶۷ در ساری تأسیس گردید که در سال ۶۷–۱۳۶۶ با قرارگرفتن مجتمع‌های پزشکی تحت نظارت وزارت بهداشت، درمان و آموزش پزشکی از دانشگاه مازندران جدا و از آن تاریخ به صورت مستقل درآمدند. دانشکده کشاورزی و منابع طبیعی گرگان نیز در سال ۱۳۶۸ از دانشگاه مازندران منتزع و به صورت دانشگاه مستقل درآمد.
در پی برنامه توسعه و گسترش آموزش عالی در استان و ایجاد دانشگاه‌های تخصصی، ۲ مجتمع فنی و مهندسی نوشیروانی بابل و علوم کشاورزی و منابع طبیعی ساری نیز مطابق مصوبات سفر رئیس‌جمهور از دانشگاه منتزع و به صورت دانشگاه‌های مستقل درآمدند؛ و مقرر شد تا جامعیت دانشگاه مازندران به عنوان محور آموزش عالی استان، از قالب ایجاد رشته‌های فنی و مهندسی و کشاورزی حفظ گردد.

## افراد

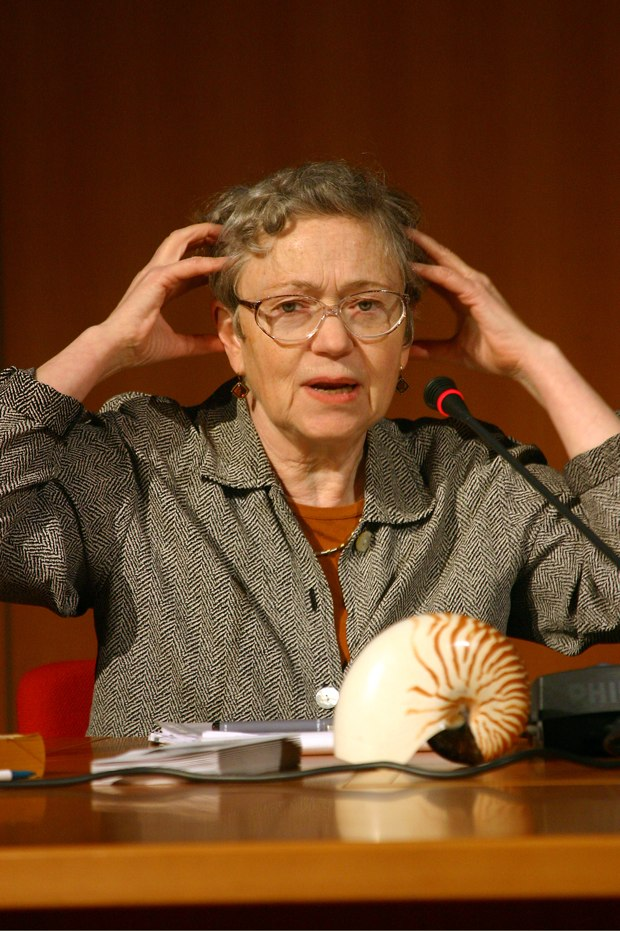
ماری کاترین بیتسون

دانشگاه مازندران هم‌اکنون دارای 464 عضو هیئت علمی، 77 استاد، 153دانشیار، 231 استادیار و 3 مربی است.
دانشگاه مازندران هم‌اکنون حدود دوازده هزار دانشجو در مقاطع مختلف تحصیلی دارد و به صورت روزانه و شبانه دانشجو می‌پذیرد. در حال حاضر این مرکز آموزش عالی براساس سیاست‌های وزارت علوم، تحقیقات و فناوری اهداف متعددی در عرصه تولید علم، فناوری و پژوهش، خدمات آموزشی و فعالیت‌های فرهنگی در عرصه تبادل اندیشه و شکوفا نمودن استعدادها و اندیشه‌های نسل فرهیخته جامعه را بعهده دارد و برهمین اساس با اتخاذ راهبردهایی در حوزه طرحهای عمرانی، برنامه‌های زمان‌بندی شده آموزشی، پروژه‌ها و طرح‌های پژوهشی فعالیت‌های مجدانه‌ای دردست اقدام دارد. نگاهی اجمالی به وضعیت فعلی دانشگاه: 
- سطح کل اراضی: ۴۰۰ هکتار
- سطح کل بنای ساختمان‌ها: ۱۵۰ هزار متر مربع
- سطح کل بنای آموزشی: 68 هزار متر مربع
- سرانه فضای آموزشی: ۱۲ متر مربع

## مدیریت دانشگاه
واحدهای ستادی حوزه ریاست دانشگاه متشکل از دفتر ریاست و روابط عمومی، اداره حراست، دفتر نمایندگی دانشگاه در تهران، اداره کل دانشجویان شاهد و ایثارگر، دفتر حقوقی، دفتر مشاورین، شورای نظارت و ارزیابی و هیئت سه نفره نظارت بر فعالیت‌های تشکل‌های دانشگاهی می‌باشد که زیر نظر مستقیم ریاست دانشگاه ایفای نقش می‌نمایند. ضمناً هسته‌های گزینش کارکنان، کمیته گزینش استاد، هیئت بدوی رسیدگی به تخلفات اداری و هیئت انتظامی استادان از لحاظ سلسله مراتب زیر نظر ریاست دانشگاه و از لحاظ مقررات تابع قوانین مصوب مجلس شورای اسلامی و آئین‌نامه‌های هیئت وزیران می‌باشد. گفتنی است حوزه ریاست دانشگاه به عنوان یکی از واحدهای ستادی فعال و پرتحرک مسئولیت هماهنگی بخش اعظم فعالیت‌های اداری دانشگاه را به عهده دارد
| روسای دانشگاه از ابتدا تا کنون | سمت    | آغاز مسئولیت | پایان مسئولیت | مدت مسئولیت | موقعیت فعلی                                        |
| ------------------------------ | ------ | ------------ | ------------- | ----------- | -------------------------------------------------- |
| حسین فرید اعلم                 | رئیس   | مهر ۱۳۵۹     | مهر ۱۳۶۰      | ۱۲ ماه      | استاد بازنشسته مهندسی صنایع دانشگاه صنعتی امیرکبیر |
| حمید لسانی                     | رئیس   | مهر ۱۳۶۰     | آبان ۱۳۶۲     | ۲۵ ماه      | استاد مهندسی برق دانشگاه تهران                     |
| رضا مستقیم                     | سرپرست | آبان ۱۳۶۲    | مهر ۱۳۶۳      | -           | -                                                  |
| رضا مستقیم                     | رئیس   | مهر ۱۳۶۳     | فروردین ۱۳۶۴  | ۱۶ ماه      | دانشیار بازنشسته مهندسی شیمی دانشگاه صنعتی شریف    |
| احمد خالق نژاد طبری            | رئیس   | فروردین ۱۳۶۴ | مهر ۱۳۶۵      | ۱۹ ماه      | استاد دانشگاه علوم پزشکی شهید بهشتی                |
| محسن محسنی ساروی               | سرپرست | مهر ۱۳۶۵     | دی ۱۳۶۵       | -           | -                                                  |
| محسن محسنی ساروی               | رئیس   | دی ۱۳۶۵      | مرداد ۱۳۷۰    | ۵۸ ماه      | استاد علوم و مهندسی آبخیزداری دانشگاه تهران        |
| عبدالرضا شیخ الاسلامی          | رئیس   | مرداد ۱۳۷۰   | مرداد ۱۳۷۷    | ۸۴ ماه      | رئیس دانشگاه علوم و فنون مازندران                  |
| سید خلاق میرنیا هریکنده‌ای      | سرپرست | مرداد ۱۳۷۷   | تیر ۱۳۷۸      | -           | -                                                  |
| سید خلاق میرنیا هریکنده‌ای      | رئیس   | تیر ۱۳۷۸     | شهریور ۱۳۸۴   | ۸۳ ماه      | رئیس مؤسسه آموزش عالی صنعتی مازندران               |
| نادعلی بابائیان                | سرپرست | شهریور ۱۳۸۴  | شهریور ۱۳۸۶   | ۲۴ ماه      | استاد دانشگاه علوم کشاورزی و منابع طبیعی ساری      |
| قاسم علیزاده افروزی            | سرپرست | شهریور ۱۳۸۶  | آذر ۱۳۸۶      | -           | -                                                  |
| قاسم علیزاده افروزی            | رئیس   | آذر ۱۳۸۶     | تیر ۱۳۸۹      | ۳۴ ماه      | استاد ریاضی دانشگاه مازندران                       |
| احمد احمدپور کاسگری            | سرپرست | تیر ۱۳۸۹     | مهر ۱۳۹۱      | -           | -                                                  |
| احمد احمدپور کاسگری            | رئیس   | مهر ۱۳۹۱     | اسفند ۱۳۹۲    | ۴۴ ماه      | استاد فقید حسابداری دانشگاه مازندران               |
| فخرالدین اصغری آقمشهدی         | سرپرست | اسفند ۱۳۹۲   | آبان ۱۳۹۴     | ۲۰ ماه      | استاد فقید حقوق دانشگاه مازندران                   |
| سید خلاق میرنیا هریکنده‌ای      | رئیس   | آبان ۱۳۹۴    | آذر ۱۳۹۷      | ۳۷ ماه      | دانشیار خاک‌شناسی دانشگاه تربیت مدرس                |
| یحیی طالبی رستمی               | سرپرست | آذر ۱۳۹۷     | خرداد ۱۳۹۸    | ۷ ماه       | استاد ریاضی دانشگاه مازندران                       |
| کوروش نوذری                    | سرپرست | خرداد ۱۳۹۸   | شهریور ۱۳۹۸   | ۳ ماه       | استاد فیزیک دانشگاه مازندران                       |
| کوروش نوذری                    | رئیس   | شهریور ۱۳۹۸  | تا۱۴۰۰        |             |                                                    |
| دکتر حشمت‌الله علی‌نژاد          | رئیس   | ۱۴۰۰         | تاکنون        |             | استاد شیمی دانشگاه مازندران                        |

## دانشکده‌ها
- دانشکده الهیات و معارف اسلامی
- دانشکده تربیت بدنی و علوم ورزشی
- دانشکده حقوق و علوم سیاسی
- دانشکده شیمی
- دانشکده علوم اقتصادی و اداری
- دانشکده علوم انسانی و اجتماعی

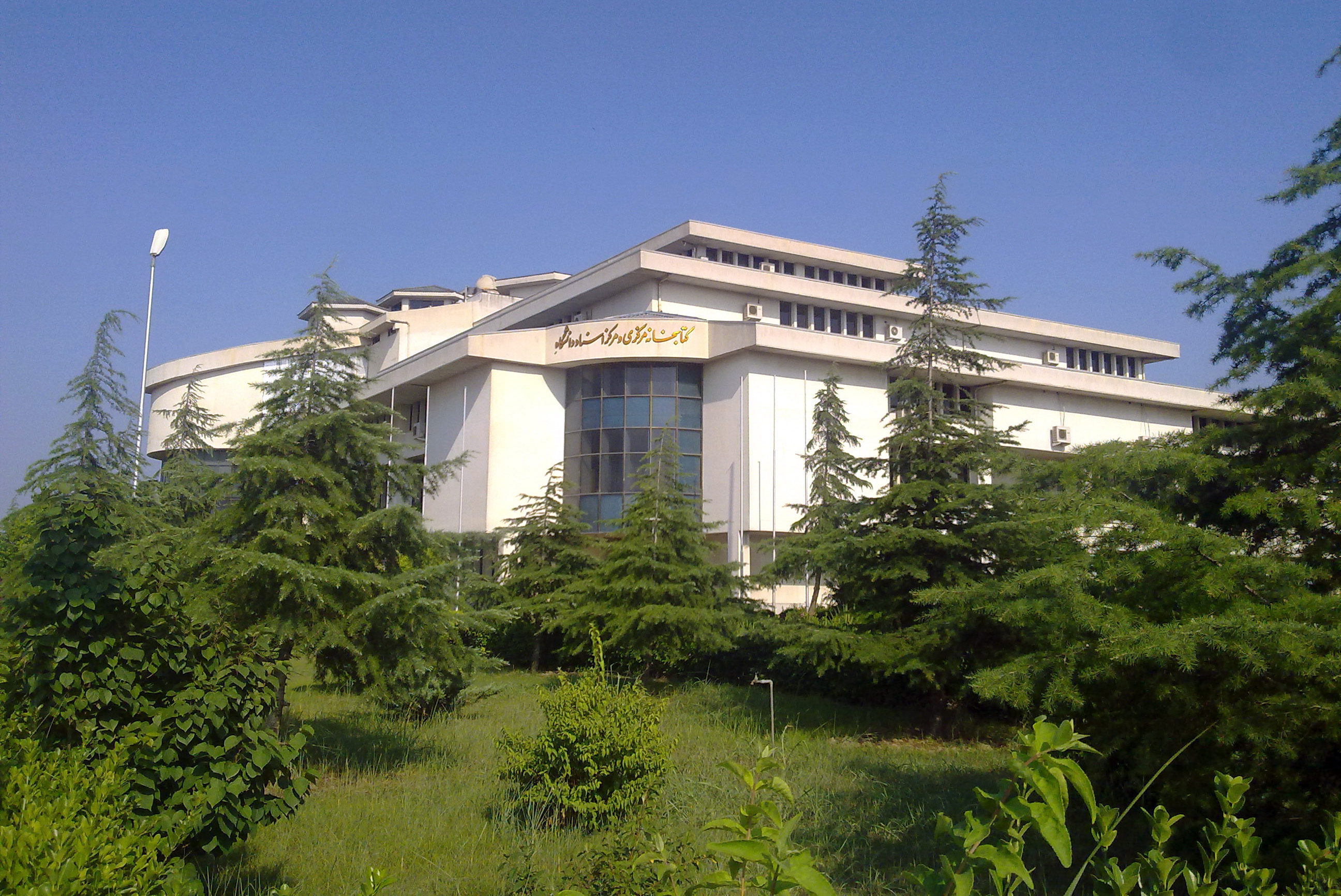
کتابخانه مرکزی و مرکز اسناد دانشگاه مازندران

- دانشکده ادبیات فارسی و زبانهای خارجی
- دانشکده علوم پایه
- دانشکده علوم ریاضی
- دانشکده مهندسی و فناوری
- دانشکده هنر و معماری
- دانشکده علوم دریایی و محیطی
- دانشکده میراث فرهنگی، صنایع دستی و گردشگری

## رشته‌ها و مقاطع موجود در دانشگاه
این قسمت به زودی کامل خواهد شد
- گرایش‌های مقطع کارشناسی

| دانشکده                                    | رشته گرایش |
| ------------------------------------------ | --- |
| دانشکده شیمی                               | شیمی محض شیمی کاربردی |
| دانشکده علوم اقتصادی و اداری               | حسابداری اقتصاد مدیریت بازرگانی مدیریت صنعتی                                                                                    |
| دانشکده علوم پایه                          | فیزیک فیزیک مهندسی زيست شناسي سلولي و مولكولي زيست شناسي جانوری زيست شناسي گیاهی میكروبیولوژي                                   |
| دانشکده علوم ریاضی                         | آمار رياضیات و كاربردھا علوم کامپیوتر                                                                                           |
| دانشکده هنر و معماری                       | مهندسی شهرسازی مهندسی معماری صنایع دستی نقاشی مدیریت فرهنگی و هنری طراحی صنعتی                                                  |
| دانشکده علوم انسانی و اجتماعی              | تاریخ علوم تربیتی جغرافیا مردم شناسی جامعه شناسی روانشناسی گردشگری                                                              |
| دانشکده حقوق و علوم سیاسی                  | حقوق علوم سیاسی |
| دانشکده مهندسی و فناوری                    | مهندسی برق مهندسی شیمی مهندسی عمران مهندسی کامپیوتر مهندسی مکانیک                                                               |
| دانشکده الهیات و معارف اسلامی              | فقه و مباني حقوق اسلامي علوم قرآن و حدیث فلسفه و کلام اسلامی                                                                    |
| دانشکده ادبیات‌فارسی و زبان‌های خارجی        | زبان و ادبیات عربي زبان و ادبیات فارسی مترجمی زبان عربی آموزش زبان انگلیسی زبان روسی زبان و ادبیات انگلیسی زبان و ادبیات فرانسه |
| دانشکده علوم دریایی                        | اقیانوس شناسی زیست شناسی دریا                                                                                                   |
| دانشکده تربیت بدنی و علوم ورزشی            | علوم ورزشی |
| دانشکده میراث فرهنگی، صنایع دستی و گردشگری | باستان شناسي مردم شناسی هنرهای صناعی مترجمی زبان انگلیسی گردشگری                                                                |

|                                    | گرایش‌های مقطع کارشناسی ارشد |
| ریاضی                              | ریاضی محض (آنالیز) - ریاضی محض (جبر) - ریاضی محض (هندسه) - ریاضی کاربردی (آنالیز عددی) |
| آمار                               | آمار ریاضی |
| مهندسی شهرسازی                     | برنامه‌ریزی شهری |
| زیست‌شناسی                          | میکروبیولوژی- علوم سلولی و ملکولی- بیوشیمی- علوم گیاهی (سیستماتیک اکولوژی) - علوم جانوری (فیزیولوژی) |
| فیزیک                              | اتمی و مولکولی - حالت جامد - ذرات بنیادی - فیزیک نجومی - هسته‌ای |
| شیمی                               | شیمی فیزیک - شیمی آلی - شیمی معدنی - شیمی تجزیه - نانوشیمی-شیمی کاربردی-شیمی دریا |
| اقتصاد                             | کارشناسی ارشد: اقتصاد نظری- دکتری: اقتصاد اسلامی- اقتصاد پولی- اقتصادسنجی - اقتصاد شهری و منطقه‌ای- تجارت بین‌الملل- |
| مدیریت صنعتی                       | مدیریت تولید و عملیات - تحقیق در عملیات (OR) |
| مدیریت بازرگانی                    | مدیریت بازرگانی |
| حسابداری                           | حسابداری |
| علوم سیاسی                         | علوم سیاسی - روابط بین‌الملل |
| حقوق                               | حقوق خصوصی - حقوق جزا و جرم‌شناسی - حقوق عمومی |
| زبان انگلیسی                       | آموزش زبان انگلیسی |
| علوم تربیتی                        | برنامه‌ریزی آموزشی - تاریخ و فلسفه آموزش و پرورش |
| الهیات و معارف اسلامی              | علوم قرآن و حدیث - فقه و مبانی حقوق اسلامی - مبانی نظری اسلامی |
| علوم اجتماعی                       | جامعه‌شناسی - مطالعات جوانان - پژوهش علوم اجتماعی |
| تربیت بدنی                         | فیزیولوژی ورزشی - بیومکانیک ورزشی - مدیریت ورزشی |
| زبان و ادبیات عرب                  | زبان و ادبیات عرب |
| جغرافیا                            | جغرافیا و برنامه‌ریزی شهری |
| زبان و ادبیات فارسی                | زبان و ادبیات فارسی |
| علوم دریایی و اقیانوسی             | غیرزیستی علوم دریایی و اقیانوسی - اقیانوس‌شناسی فیزیکی |
| مهندسی شیمی                        | محیط زیست - پلیمر |
| مهندسی عمران                       | سازه |
| دامپزشکی وعلوم آزمایشگاهی دامپزشکی | دکتری دامپزشکی - دانشکده دامپزشکی-دانشگاه تخصصی فناوری‌های نوین |
|                                    | گرایش‌های مقطع دکتری |
| الهیات و معارف اسلامی              | علوم قرآن و حدیث |
| علوم تربیتی                        | آموزش عالی (برنامه‌ریزی توسعه) |
| اقتصاد                             | اقتصادسنجی - اقتصاد بخش عمومی - اقتصاد پولی - اقتصاد اسلامی - اقتصاد توسعه اقتصادی - اقتصاد شهری و منطقه‌ای - اقتصاد بین‌الملل |
| اقتصاد                             | تولید و عملیات |
| علوم اجتماعی                       | جامعه‌شناسی مسائل اجتماعی ایران |
| تربیت بدنی                         | بیومکانیک ورزشی - فیزیولوژی ورزشی |
| حسابداری                           | حسابداری |
| حقوق                               | حقوق خصوصی - جزا و جرم‌شناسی |
| شیمی                               | آلی - پلیمر - تجزیه (الکتروشیمی) و (جداسازی) و (اسپکتروسکپی) و (کمومتریکس) - شیمی فیزیک (الکتروشیمی سنیتیک) و (پلیمر و سنتیک) و (ترمودینامیک آماری) و (کوانتوم محاسباتی) - معدنی (سنتز کمپلکس‌های ماکروسیکلیک و کروموتروپیسم) و (واکنش‌های حالت خاص) |
| فیزیک                              | اتمی و ملکولی - اخترفیزیک - حالت جامد - فیزیک هسته‌ای نظری - کیهان‌شناسی |
| ریاضی                              | ریاضی محض (آنالیز مجانبی) - ریاضی محض (عملگرهای دیفرانسیلی) - ریاضی محض (نطریه عملگرها) - ریاضی کاربردی (تحقیق در عملیات) |
| زبان و ادبیات فارسی                | زبان و ادبیات فارسی |

## دفتر همکاری‌های عملی بین‌المللی دانشگاه مازندران (OISC)
دفتر همکاری‌های علمی و بین‌المللی دانشگاه مازندران فعالیت خود را در سال ۱۳۸۰ به منظور برقراری ارتباط با دانشگاه‌ها و مراکز پژوهشی خارج از کشور و همچنین ایجاد زمینه‌های همکاری با دانشگاه‌های مطرح جهان آغاز نمود.

## خوابگاه‌ها
خوابگاه دخترانه زینب و حسین
خوابگاه پسرانه شهید نواب صفوی